# Roger Michael Mahony
Roger Michael Mahony (Hollywood, 27 febbraio 1936) è un cardinale e arcivescovo cattolico statunitense.

## Biografia
Sacerdote dal 1º maggio 1962, è stato consacrato vescovo il 19 marzo 1975.
È stato nominato vescovo di Stockton il 15 febbraio 1980 dopo essere stato, dal 7 gennaio 1975, vescovo ausiliare di Fresno.
Il 16 luglio 1985 è stato promosso arcivescovo di Los Angeles.
Papa Giovanni Paolo II lo ha innalzato alla dignità cardinalizia nel concistoro del 28 giugno 1991.
Al momento della sua creazione a cardinale risultava, con i suoi 55 anni, assieme al cardinale dominicano Nicolás de Jesús López Rodríguez, il più giovane prelato di tutto il Sacro Collegio, superando il cardinale colombiano Alfonso López Trujillo, di un anno più vecchio, creato cardinale il 2 febbraio 1983.
Verrà superato il 26 novembre 1994 dal cardinale bosniaco Vinko Puljić, di 9 anni più giovane.
Nel 2002 è stata completata la costruzione della nuova cattedrale dell'arcidiocesi.
Il 1º marzo 2011 ha rinunciato al governo pastorale dell'arcidiocesi per raggiunti limiti d'età. Gli è succeduto per coadiutoria l'arcivescovo José Horacio Gómez.
Il 31 gennaio 2013 il suo successore lo ha sollevato da tutti gli incarichi pubblici perché riconosciuto colpevole di aver insabbiato 129 casi di pedofilia da parte di sacerdoti dell'arcidiocesi di Los Angeles. Nonostante il provvedimento assunto nei suoi confronti, è rimasto titolare di tutte le sue prerogative, inclusa la possibilità di celebrare i sacramenti ed esercitare l'attività pastorale.
È stato chiamato a testimoniare su alcuni casi di pedofilia da parte delle autorità giudiziarie statunitensi.
Dopo le dimissioni di papa Benedetto XVI è tra i cardinali chiamati ad eleggere il nuovo pontefice. Il movimento cattolico statunitense Catholics United, attraverso una pubblica petizione, gli ha chiesto di rinunciare a partecipare al conclave.
Il 27 febbraio 2016, al compimento dell'ottantesimo anno di età, è uscito dal novero dei cardinali elettori.

## Genealogia episcopale e successione apostolica
La genealogia episcopale è:
- Cardinale Scipione Rebiba
- Cardinale Giulio Antonio Santorio
- Cardinale Girolamo Bernerio, O.P.
- Arcivescovo Galeazzo Sanvitale
- Cardinale Ludovico Ludovisi
- Cardinale Luigi Caetani
- Cardinale Ulderico Carpegna
- Cardinale Paluzzo Paluzzi Altieri degli Albertoni
- Cardinale Gaspare Carpegna
- Cardinale Fabrizio Paolucci
- Cardinale Francesco Barberini
- Cardinale Annibale Albani
- Cardinale Federico Marcello Lante Montefeltro della Rovere
- Vescovo Charles Walmesley, O.S.B.
- Arcivescovo John Carroll
- Cardinale Jean-Louis Anne Madelain Lefebvre de Cheverus
- Arcivescovo Ambrose Maréchal, P.S.S.
- Vescovo John Dubois, P.S.S.
- Arcivescovo John Joseph Hughes
- Cardinale John McCloskey
- Arcivescovo Michael Augustine Corrigan
- Cardinale John Murphy Farley
- Cardinale Patrick Joseph Hayes
- Arcivescovo John Joseph Mitty
- Vescovo Hugh Aloysius Donohoe
- Cardinale Roger Michael Mahony

La successione apostolica è:
- Vescovo George Patrick Ziemann (1987)
- Vescovo Armando Xavier Ochoa (1987)
- Vescovo Carl Anthony Fisher, S.S.J. (1987)
- Vescovo Sylvester Donovan Ryan (1990)
- Vescovo Stephen Edward Blaire (1990)
- Vescovo Joseph Martin Sartoris (1994)
- Vescovo Thomas John Curry (1994)
- Vescovo Gabino Zavala (1994)
- Arcivescovo George Hugh Niederauer (1995)
- Vescovo Gerald Eugene Wilkerson (1998)
- Vescovo Edward William Clark (2001)
- Vescovo Oscar Azarcon Solis (2004)
- Vescovo Alexander Salazar (2004)